# HD 49268
HD 49268，又名CP-71 476，SAO 256326、HR 2505，是一颗恒星，视星等为6.51，位于銀經282.5，銀緯-26.48，其B1900.0坐标为赤經6h 42m 27.8s，赤緯-71° -26.48′ 24″。